# 1766
Évszázadok: 17. század – 18. század – 19. század
Évtizedek: 1710-es évek – 1720-as évek – 1730-as évek – 1740-es évek – 1750-es évek – 1760-as évek – 1770-es évek – 1780-as évek – 1790-es évek – 1800-as évek – 1810-es évek
Évek: 1761 – 1762 – 1763 – 1764 –  1765 – 1766 – 1767 – 1768 – 1769 – 1770 – 1771

## Események

### Határozott dátumú események
- január 14. –  Trónra lép VII. Keresztély dán király.
- január 16. – Mária Terézia az Erdélyi Udvari Kancellária elnökévé nevezi ki Samuel von Brukenthalt.[1]
- február 23. – I. Szaniszló lengyel király halálával  Lotaringia Franciaországhoz kerül.[2]
- március 18. – Nagy-Britanniában a gyarmatok ellenállása miatt visszavonják az előző évben bevezetett illetéktörvényt (Stamp Act(wd))[3]
- július 1. – Abbeville-ben megkínozzák és kivégzik Jean-François de la Barre-t(wd), majd testét Voltaire Filozófiai ábécéjével együtt elégetik.[4]
- szeptember 11. – III. Musztafa oszmán szultán megszünteti az ipeki szerb patriarkátust, vagyonát és eparchiáit a konstantinápolyi görög patriarkátushoz rendeli.[5]
- december 5. – A Christie’s aukciósházban lebonyolítják az első árverést.[6]

### Határozatlan dátumú események
- A Dunántúlon folytatódnak a jobbágyfelkelések.[7]

## Az év témái

### 1766 az irodalomban
- Megjelenik Bod Péter Magyar Athenasa,[8] az első magyar nyelvű irodalomtörténeti könyv.

## Születések
- január 1. – Antoine-Vincent Arnault francia költő, drámaíró († 1834)
- január 6. – Fazekas Mihály, költő († 1828)
- február 13. – Thomas Malthus, angol közgazdász († 1834)
- március 24. – Baumberg Gabriella, osztrák költőnő, Batsányi János felesége († 1839)
- április 10. – Lipszky János, térképész, katonatiszt († 1826)
- április 23. – Fejér György, teológiai doktor, prépost-kanonok és az Egyetemi Könyvtár igazgatója († 1851)
- május 7. – Budai Ézsaiás, hittudós, filozófus, író, történész, református püspök († 1841)
- július 7. – Dominique-Jean Larrey, francia orvos, hadisebész, a sürgősségi sebészet megalapozója († 1842)
- szeptember 6. – John Dalton, angol fizikus és kémikus († 1844)
- szeptember 12. – Gyulay Albert, magyar gróf, császári–királyi altábornagy, a napóleoni háborúkban csapatparancsnok († 1836)
- október 13. – Giuseppe Longhi, itáliai rézmetsző († 1831)
- október 23. – Emmanuel de Grouchy, gróf, francia marsall († 1847)
- november 2. – Joseph Wenzel Radetzky, gróf, osztrák császári tábornagy († 1858)
- november 29. – Adamich András Lajos, magyar országgyűlési követ († ismeretlen)

## Halálozások
- január 10. – Dudás Imre, minorita rendi szerzetes, hitszónok, udvari káplán, rendi tanácsos (* 1700)
- január 14. – V. Frigyes, Dánia és Norvégia királya, Schleswig és Holstein hercege (* 1723)
- február 5. – Leopold Joseph von Daun, a 18. század egyik sikeres hadvezére, Mária Terézia császárné katonai főtanácsadója, a hétéves háború második felében a császári haderő főparancsnoka (* 1705)
- február 23. – I. Szaniszló, Lengyelország királya és Litvánia nagyhercege, Leszczyńska Mária francia királyné atyja (* 1677)
- november 3. – Thomas Abbt, német matematikus és író (* 1738)
- november 25. – Johann Maria Farina, a kölnivíz feltalálója (* 1685)
- december 12. – Johann Christoph Gottsched, német író, irodalomtudós (* 1700)